# Alain Roche
Alain Roche (Brive-la-Gaillarde, 1967. október 14. –) francia válogatott labdarúgó.
A francia válogatott tagjaként részt vett az 1996-os Európa-bajnokságon.

## Sikerei, díjai
Olympique Marseille
- Francia bajnok (1): 1989–90

Bordeaux
- Francia bajnok (1): 1986–87
- Francia kupa (2): 1995–96, 1996–97

Paris Saint-Germain
- Kupagyőztesek Európa-kupája (1): 1995–96
- Francia bajnok (1): 1993–94
- Francia kupa (3): 1992–93, 1994–95, 199798
- Francia ligakupa (2): 1994–95, 1997–98
- Francia szuperkupa (1): 1995

Valencia
- Spanyol kupa (1): 1998–99
- Spanyol szuperkupa (1): 1999
- Intertotó-kupa (1): 1998

Franciaország U21
- U21-es Európa-bajnok (1): 1988

Egyéni
- Az év francia labdarúgója (1): 1992